# Летопис Мађара
Дело Мађара (лат. Gesta Hungarorum) је хроника о раној историји Мађара, писана од стране аутора потписаног као Magister P, који је у литератури познат и као Анонимни (лат. Anonymus). Оно што се о њему зна је само ово што је записао: „Верни слуга краља Беле“. Ни то не даје пуно података јер је имао могућности да служи неколицини краљева под именом Бела. “Дело Мађара“ је написано око 1200. године и садржај овог дела је мешавина традиционалног усменог предања и старијих писаних извора, хроника.

## Настанак
Хроника је писана као литерарни рад базиран на сличним радовима западноевропских хроника, које су тада биле у моди.

## Аутор
Хипотезе о идентитету мистериозног аутора Магистра П. (лат. Magister P) укључују тврдње да је овај аутор могао бити:
- Бележник и саветник мађарског краља Беле III (1172—1196) - данас је ово гледиште опште прихваћено,
- Саветник мађарског краља Беле II (1131—1141), Петрус (Petrus) који је 1124. био и саветник претходног краља Стефана II,
- Петар Поша (Péter Pósa), босански бискуп.